# 穆罕默德 (伊利諾伊州)
穆罕默德（英語：Mahomet）是位於美國伊利諾伊州尚佩恩縣的一個村落。

## 地理
穆罕默德的座標為40°11′33″N 88°11′08″W / 40.19250°N 88.18556°W，而該地最高點為海拔高度218米（即715英尺）。

## 人口
根據2010年美國人口普查的數據，穆罕默德的面積為24.72平方千米，當中陸地面積為24.55平方千米，而水域面積為0.17平方千米。當地共有人口7258人，而人口密度為每平方千米293人。